# Cantone di Guácimo
Il cantone di Guácimo è un cantone della Costa Rica facente parte della provincia di Limón.

## Geografia antropica

### Suddivisioni amministrative
Il cantone  è suddiviso in 5 distretti:
- Duacarí
- Guácimo
- Mercedes
- Pocora
- Río Jiménez